# San Bernardo (Nariño)
San Bernardo é um município da Colômbia, localizado no departamento de Nariño.